# Euphrasia chumbica
Euphrasia chumbica là loài thực vật có hoa thuộc họ Cỏ chổi. Loài này được R.R.Mill mô tả khoa học đầu tiên năm 2000.